# Tracker (BitTorrent)
Un tracker o rastreador de BitTorrent es un servidor especial que contiene la información necesaria para que los peers se conecten con otros peers asistiendo la comunicación entre ellos usando el protocolo BitTorrent. Los rastreadores son el único y principal punto de encuentro al cual los clientes requieren conectarse para poder comunicarse y poder iniciar una descarga. En la actualidad existen una serie de comunicaciones alternas a los rastreadores que permiten a un cliente encontrar a otros clientes sin la necesidad de comunicarse anteriormente con un rastreador.
Los rastreadores no sólo coordinan la comunicación y distribución de datos entre los peers que tratan descargar el contenido referido por los torrents, sino que también siguen de cerca y sin perder de vista las estadísticas y la información de verificación para cada torrent. Si el rastreador se viene abajo y alguien intenta comenzar una descarga de un torrent, no podrá conectarse con el enjambre de usuarios. Los errores del rastreador son generalmente temporales, por lo que es recomendable el intentar conectar una y otra vez hasta lograrlo o en caso contrario, buscar otra fuente de donde descargar el mismo contenido.
El rastreador es el único que sabe dónde se localiza cada peer dentro de un enjambre, por lo que es indispensable su disponibilidad para poder comunicarse con el resto de los usuarios, por lo menos hasta haberse conectado con el enjambre.
Los rastreadores se dividen en dos clases, privados y públicos. La principal diferencia entre ellos es que los privados requieren que los peers sean usuarios registrados de un sitio web, mientras que en los rastreadores públicos cualquiera puede comunicarse con ellos. Los rastreadores privados generalmente guardan las estadísticas de tráfico de cada usuario y utilizan un sistema de porcentajes que permite saber si el usuario comparte o no los datos que haya descargado o esté descargando. Muchos de estos rastreadores suelen expulsar a los usuarios que tienen un porcentaje bajo, ya que al no compartir no colaboran con la red.
El rastreador de BitTorrent más grande de la historia fue Demonii con un total de 56 millones de peers usando OpenTracker IPv6 y dos servidores, posteriormente fue cerrado al ser asociado con YTS